# جورج هاريس
جورج هاريس (بالإنجليزية: George Harris)‏ (و. 1949 – م) هو ممثل، وممثل تلفزيوني، وممثل أفلام، من المملكة المتحدة، ولد في غرينادا.

## وصلات خارجية
- جورج هاريس على موقع IMDb (الإنجليزية)
- جورج هاريس على موقع ألو سيني (الفرنسية)
- جورج هاريس على موقع ميوزك برينز (الإنجليزية)
- جورج هاريس على موقع أول موفي (الإنجليزية)
- جورج هاريس على موقع قاعدة بيانات الأفلام السويدية (السويدية)
- جورج هاريس على موقع قاعدة بيانات الفيلم (الإنجليزية)
- جورج هاريس على موقع كينوبويسك (الروسية)